# ヤマト (ダライアスII)
ヤマト（YAMATO）はタイトーのコンピューターゲーム『ダライアスII』に登場する架空の宇宙戦艦。ここでは原型キャラに付いても記載。

## 特徴
モチーフはヤドカリ。戦艦大和型の戦艦に寄生しており、シルバーホークの接近に感知して動き出す。
本来は『ダライアス』にマイホームダディというヤドカリモチーフのボスキャラクターとなって登場するはずだったが、ボツになり、ダライアスIIで名前とデザインを変えて登場した。

## 能力
K、Mゾーンに登場。
戦艦に寄生している状態では、各砲塔から弾を撃ってくる。弾は速く、機銃弾が特に避けにくい。どの砲塔からの弾も威力自体は同じ。
砲座を全部潰せば、艦体中央部の艦橋付近を持ち上げ、艦底部中央に潜んでいる本体を見せる。艦橋部を背負っている時には、零戦を放ち零戦からの弾の他、本体からホーミングミサイルを撃ってくる。
背負っている艦橋部を破壊すれば、剥き出しの本体が登場するが、本体からは赤い弾を12発ほど出し、この弾は自機を正確に追尾してきて動きが速い上に、ボス本体もランダムに動いて体当たりしてくることがあるので、非常に避けづらい。
この弾を放つヤドカリの腹部に当たる部分を撃ち込めば撃沈できるが、耐久力が高く、弾をかわすときにボス本体が体当たりしてきた時にやむを得ず避ける場合があるが、この時、自機が旋回して動きが若干鈍くなってしまう時に攻撃を受けることが多いので、中盤最難関ボスになっている。

## メガドライブ版
メガドライブ版ダライアスⅡでも、L、Nゾーンに登場する。業務用と攻撃は殆ど同じ。
但し、最終形態時の弾の動きや体当たり攻撃が、アーケード版ほどきついものではなくなっている。

## マイホームダディ (MYHOME DADDY)
PCエンジン版『スーパーダライアス』では、本来のデザインのマイホームダディとなってGゾーンボスになって登場。
貝殻を背負ったヤドカリの姿そのままだが、貝殻頂上先端部からのサンダーレーザーは弾速が早すぎて、放たれると回避することはまず不可能なので、撃たれる直前に少しだけ上や下に動いてレーザーの弾道をそらす攻略が必要。
頂上先端砲塔を破壊すれば、あとは下部のヤドカリ本体の弱点を撃つ。但し、貝殻の下部突起型砲台から火炎弾を撃ちはなってきて、狙いづらく、中盤ボスとしては一番の難敵。
『ダライアスプラス』では、Uゾーンボスに配置換えとなった。

## スーパーダライアスII
『スーパーダライアスII』では、アーケード版と同じ戦艦に寄生しているヤドカリで登場。前作ボスだったマイホームダディも中ボスで登場している。

## 他のヤドカリ型キャラクター
ダライアスIIのアーケード、メガドライブ版共に厳密には戦艦ではないものの、雑魚キャラクターに艦を背負ってホーミングミサイルを撃ってくるフネヤドカリがいる。
スーパーファミコンの『ダライアスツイン』には、G、H、Iゾーン中ボスとしてヤドカリ型のハードキャップ（HARD CAP）が出演。
非常に耐久力が高い上に、放たれるスピードが速く、当たり判定の大きいリングレーザーに当たるとアームダメージが大きいため、同ゲーム最強の中ボスとなっている。
『ダライアスバースト アナザークロニクル』では、耐久力の高いザコキャラクターのソイドに擬態したヤドカリ型の中ボスハーミットレッドパープル、ハーミットパープル、ハーミットグリーンが出てくる。通常弾を鋏からばらまく。
別ゲームだが、『メタルブラック』の一面にも、空母に寄生していたヤドカリ型中ボスが登場している。

## バブルシンフォニー
同社ゲームの『バブルボブル』シリーズの『バブルシンフォニー』では、ダライアスIIステージでボスとして登場。同じように戦艦を背負って出現し、攻撃方法もダライアスIIに準じている。